# رؤیایی: تک ویدئوها
رویایی: تک ویدیوها (به انگلیسی: Visionary: The Video Singles) مجموعه‌ای از بهترین تک‌آهنگ‌های مایکل جکسون است که در اروپا بین ۲۰ فوریه ۲۰۰۶ و ۲۶ ژوئن ۲۰۰۶ و در آمریکای شمالی ۱۴ نوامبر ۲۰۰۶ منتشر شد.

## فهرست آهنگ‌ها
- تریلر Thriller
- تا به اندازه کافی گیرت نیومده بس نکن Don't Stop 'til You Get Enough
- رقص با تو Rock with You
- بیلی جین Billie Jean
- بزن به چاک Beat It
- بد Bad
- حسی که تو به من میدی The Way You Make Me Feel
- دایانای کثیف Dirty Diana
- مجرم زیرک Smooth Criminal
- تنهام بذار Leave Me Alone
- سیاه یا سفید Black or White
- زمان رو به یاد بیار Remember the Time
- پشت درهای بسته In the Closet
- جم Jam
- دنیا را نجات بده Heal the World
- تو تنها نیستی You Are Not Alone
- ترانه زمین Earth Song
- به ما اهمیتی نمی‌دن They Don't Care About Us
- غریبه ای در مسکو Stranger in Moscow
- خون روی زمین رقص Blood on the Dance Floor